# Phyllomedusa rustica
Espèce
Phyllomedusa rustica est une espèce d'amphibiens de la famille des Phyllomedusidae.

## Répartition
Cette espèce est endémique de l'État de Santa Catarina au Brésil. Elle se rencontre dans la municipalité d'Água Doce.

## Description

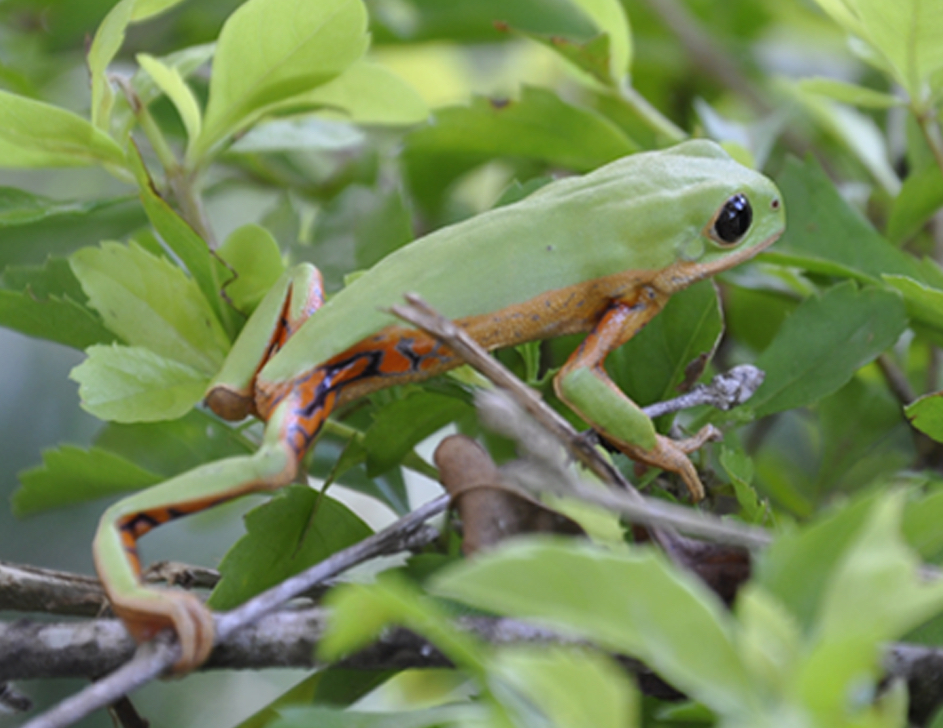

Les 11 spécimens adultes mâles observés lors de la description originale mesurent entre 33,93 mm et 37,09 mm de longueur standard.

## Étymologie
Le nom spécifique rustica vient du latin rusticus, rural, en référence à la distribution de cette espèce.

## Publication originale
- Bruschi, Lucas, Garcia & Recco-Pimentel, 2015 : Molecular and morphological evidence reveals a new species in the Phyllomedusa hypochondrialis group (Hylidae, Phyllomedusinae) from the Atlantic Forest of the highlands of southern Brazil. Public Library of Science (PLoS) One, vol. 9, no 8, p. 1–13 (texte intégral).